# Abdulrașid Sadulaev
Abdulrașid Sadulaev (n. 9 mai 1996, Tsurib⁠(d), Daghestan, Rusia) este un luptător rus, medaliat olimpic. A participat la 2 ediții ale Jocurilor Olimpice (2016, 2020) în care a câștigat o medalie de aur.